# Walter Frey (Politiker, 1943)

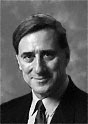
Walter Frey, 1990er-Jahre

Walter Frey (* 30. Juli 1943 in Zürich; heimatberechtigt in Biberstein und Zürich) ist ein Schweizer Unternehmer und Politiker (SVP). 

## Werdegang
Frey war zwischen 1987 und 2001 Mitglied des Nationalrats, gewählt im Kanton Zürich. Er gilt auch in der eigenen Partei als einer der Hauptverantwortlichen neben Christoph Blocher für das Nein zum EWR im Jahr 1992. Ab 1999 war er Präsident der Fraktion der Schweizerischen Volkspartei der Bundesversammlung. Ausserdem war er von 1987 bis 2001 Präsident der Stadtzürcher SVP. Während seiner Amtszeit wuchs die Vertretung der SVP im städtischen Parlament von 7 aus 26 Sitze. Im März 2008 kehrte Frey nach einer Auszeit in die Politik zurück und wurde einer von fünf Vizepräsidenten der SVP Schweiz. Am 24. März 2018 trat er von diesem Amt zurück.
Frey ist Verwaltungsratspräsident der von seinem Vater Emil Frey gegründeten Emil Frey AG, einem der grössten Autoimporteure in der Schweiz. Ausserdem ist er Präsident des Eishockeyclubs ZSC Lions (vorher der Eishockeymannschaft des Grasshopper Clubs), den er auch finanziell unterstützt.
Er ist verheiratet und hat drei Kinder. Das Vermögen von Walter Frey und Familie wurde 2024 vom Wirtschaftsmagazin Bilanz auf 4,8 Milliarden Franken geschätzt. Er wohnt in Küsnacht. In der Schweizer Armee war er Hauptmann der Panzertruppen.
2013 wurde ihm der japanische mittlere Orden der Aufgehenden Sonne am Band verliehen.

## Motorsport
In den 1970er-Jahren war er als Rennfahrer aktiv und startete unter anderem in der Sportwagen-Weltmeisterschaft. Seine beste Platzierung war der achte Rang beim 1000-km-Rennen auf dem Nürburgring 1973.